# صالح القمیزی
صالح القمیزی (عربی: صالح القميزي؛ زادهٔ ۳۰ اکتبر ۱۹۹۱) یک ورزشکار اهل عربستان سعودی است.
از باشگاه‌هایی که در آن بازی کرده‌است می‌توان به باشگاه فوتبال الشباب عربستان سعودی و باشگاه فوتبال الاتحاد اشاره کرد.